# Percy Williams Bridgman
Percy Williams Bridgman (Cambridge, 21 aprile 1882 – Randolph, 20 agosto 1961) è stato un fisico e filosofo della scienza statunitense. Vinse il Premio Nobel per la fisica nel 1946 «per l'invenzione di un apparecchio per la produzione di pressioni estremamente alte e per le scoperte fatte nel campo della fisica ad alta pressione.» Fu inoltre un pioniere dell'analisi dimensionale.

## Biografia

### Studi
Professore all'Università di Harvard, Bridgman si dedicò allo studio della fisica delle alte pressioni. Questa disciplina studia gli effetti delle alte pressioni sui materiali e sul loro comportamento termodinamico. 
In seguito ad un malfunzionamento dei macchinari usati in laboratorio, Bridgman apportò delle modifiche alla macchina utilizzata, con il risultato di scoprire un nuovo strumento grazie al quale raggiungere pressioni di 10 GPa (100'000 kgf/cm²), un livello superiore di due ordini di grandezza rispetto ai valori massimi di 300 MPa (3'000 kgf/cm²) a cui poteva spingersi la strumentazione precedente. 
Per i suoi studi e le sue ricerche fu insignito del Premio Nobel per la fisica nel 1946.
Svolse importanti studi sulla conduzione elettrica nei metalli, e sulle proprietà fisiche dei cristalli.

### Politica
Fu anche uno degli undici firmatari del manifesto Russell-Einstein, reso pubblico da Bertrand Russell a Londra, il 9 luglio 1955, in piena guerra fredda. 
Nel documento erano evidenziati i danni determinati dalle armi nucleari mentre si rivolgeva un appello alle grandi potenze mondiali perché ricercassero soluzioni pacifiche per i conflitti internazionali.

### Filosofia della scienza
Egli ha goduto di vasta notorietà soprattutto per le sue teorie di filosofia della scienza ed in particolare per la formulazione della "critica operativa" (o operazionale) della scienza che formulò nell'opera La logica della fisica moderna (1927).
La teoria di Bridgman si diffuse nel periodo della "crisi della fisica classica", e del dibattito sulla fisica quantistica e relativistica. Questo stato di crisi e le reazioni contro la fisica relativistica e la fisica quantistica sono dovute secondo Bridgman all'utilizzo di concetti ritenuti universali come lunghezza e tempo, ma che in effetti hanno un puro e semplice valore nominalistico. Per dare contenuto reale alle definizioni di concetti applicabili in campo scientifico occorre utilizzare un metodo operazionistico tale che ad ogni definizione corrisponda un effettivo lavoro empirico così da adattare il concetto alle relative operazioni di misura: si avranno così tanti concetti di misura quante saranno le effettive misurazioni effettuate.
A coloro che sostenevano la teoria che la scienza esprime convenzioni per cui la verità di una proposizione matematica o fisica dipende da un precedente accordo, esplicito o tacito, di chi deve far uso di queste proposizioni, Bridgman rispondeva che "l'aspetto più importante di una teoria è quello che essa fa, non quello che dice di fare o quello che il suo autore pensa che faccia". Questo empirismo estremo venne in seguito attenuato da Bridgman che ammise la necessità che anche gli aspetti teorici delle scienze rientrassero a buon diritto nel lavoro scientifico.

### Il suicidio
Bridgman aveva da tempo un cancro metastatico: morì di suicidio, con un colpo di pistola. Nel suo biglietto di addio si legge: «It isn't decent for society to make a man do this thing himself. Probably this is the last day I will be able to do it myself» ("Non è onesto per una società obbligare un uomo a fare questa cosa da solo. Probabilmente questo è l'ultimo giorno in cui sono in grado di farlo io stesso"). Queste parole sono state spesso citate durante il dibattito sul suicidio assistito.

## Riconoscimenti
Un minerale scoperto nel giugno 2014 in un meteorite è stato denominato bridgmanite in suo onore.

## Opere
- Bridgman, P.W.,La logica della fisica moderna, trad. di Vittorio Somenzi, Einaudi, Torino 1952; Boringhieri, Torino 1965 ISBN 978-88-339-0258-6
- Bridgman, P.W., La natura della teoria fisica, trad. di Domenico Parisi, La nuova Italia, Firenze 1965
- Bridgman, P.W., La critica operazionale della scienza, raccolta a cura di Bruno Cermignani, Boringhieri, Torino 1969
- Bridgman, P.W., Come stanno le cose, a cura di Margherita Marcheselli, presentazione di Ernst von Glasersfeld, postfazione di Felice Accame, Odradek, Roma 2012 ISBN 978-88-96487-22-8